# タベウニ島

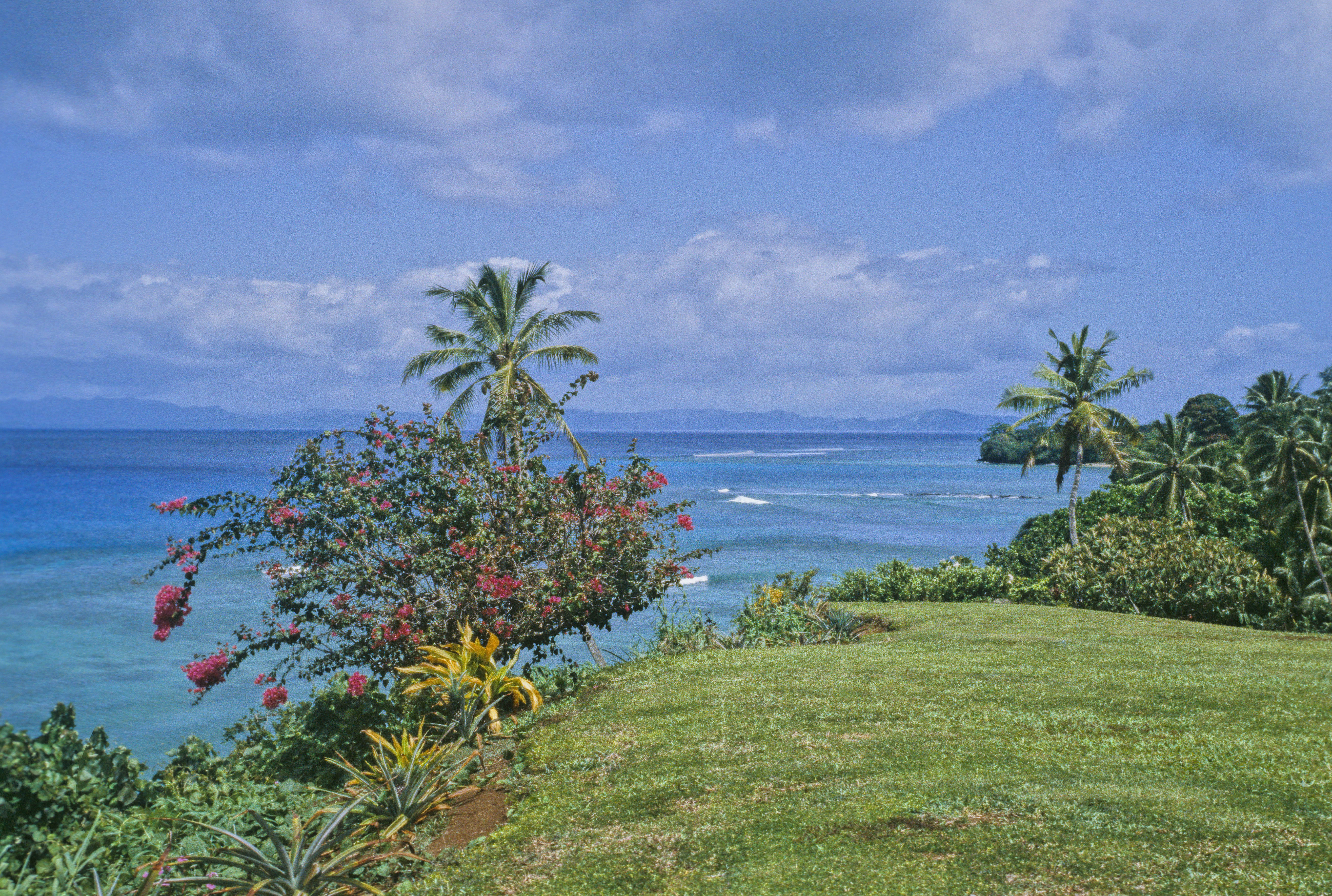
島の海岸

タベウニ島（タベウニとう）は、フィジーの島。面積435平方キロで、フィジーで3番目に大きな島である。バヌアレブ島からソモソモ海峡を挟んで6.5km東に位置する。フィジー北部地方に属する。人口9000人（1996年）で、そのうち75%が原住フィジー系である。緑が多く、ガーデンアイランドと呼ばれ、観光客が多くやってくる。
タベウニ島は幅10.5km、長さ42km。フィジーで2番目に高いウルイガラウ山（1241m）がある。タベウニ島でもっとも有名な観光名所であるタンギモウジア湖が島の中央部にある。これは標高800mのところにある火口が水をたたえたもので、フィジーの国花でありここでしか咲かないタンギモウジアの花で有名である。島の東側は多雨地帯であるが、南東からの貿易風が中央部の山でさえぎられるため、西側は降雨は少ない。
タベウニ島の人口は島の西岸に集中している。行政の中心はワイエボ村だが、経済の中心はソモソモ村とナカラ村である。ソモソモはフィジーの伝統的な三大地域連合のひとつであるトバタ同盟の首都であり、伝統的にこの村の酋長はツイ・カカウと呼ばれ、フィジーで最も位の高い首長である。ナカラ村はインド系フィジー人が多く住み、この島の経済の中心となっている。
1643年、アベル・タスマンがヨーロッパ人としてはじめてこの島を発見したが、あまり正確に確認はできず、タベウニの山々を見てこれらが別々の島であると考えた。タベウニ島の主都は歴史的にヴナ村だったが、闘争の結果ソモソモ村に移った。1860年代、トンガの将軍であったエネレ・マアフがラウ諸島を征服し、ソモソモのツイ・カカウの軍勢と小競り合いを起こした。
タベウニ島でもっとも重要な作物はコプラであるが、他にタロイモやカヴァ、近年ではバニラやトロピカルフルーツ、コーヒーなども栽培される。
アメリカの南北戦争の時代には綿花の栽培が試みられ、またサトウキビが生産された時代もあった。家畜は牛や羊などが飼育されるが、農業に比べて重要度はかなり低い。最近では1ダースほどのリゾートが建設され、地元の雇用と経済に関する観光業の割合が増大してきている。
タベウニの言語はフィジー語であるが、トンガ語の影響を受けた方言を話す。